# Euro Ice Hockey Challenge
Euro Ice Hockey Challenge (EIHC) je každoroční série národních hokejových turnajů pořádaných během mezinárodních přestávek definovaných v kalendáři IIHF v listopadu, prosinci a únoru. Turnaje se hrají na různých místech v Evropě a někdy hrají i týmy z mimo Evropu, obvykle z Japonska.

## Organizace
EIHC byla založena v říjnu 2001 IIHF. Účastníky jsou národní hokejové týmy zemí, které samy o sobě dosahují úrovně IIHF World Championship Division I. Jedná se o ekvivalent druhého stupně turnajům Euro Hockey Tour. Téměř všechny týmy používají EIHC jako přípravu na mistrovství světa později ve stejném roce. Je to příležitost pro týmy otestovat méně zkušené hráče a pro ně získat cenný čas na ledě na mezinárodní úrovni. V roce 2001 zahrnoval počáteční turnajový program IIHF, který měl trvat do roku 2005, následujících 12 zúčastněných zemí: Ukrajina, Rakousko, Nizozemsko, Itálie, Lotyšsko, Slovinsko, Polsko, Bělorusko, Norsko, Velká Británie, Francie, Dánsko a Maďarsko. Turnaj se od té doby rozšířil na více než 4 turnaje a příležitostnou účast Japonska.